# Lađevići (Republika Serbska)
Lađevići (cyr. Лађевићи) – wieś w Bośni i Hercegowinie, w Republice Serbskiej, w gminie Bileća. W 2013 roku liczyła 39 mieszkańców.